# Armando Aste
Armando Aste (6. ledna 1926 – 1. září 2017) byl italský horolezec. Narodil se v severoitalském městě Rovereto. V roce 1962 vedl první italskou expedici severní stěnou na Eiger (dalšími účastníky byli Pierlorenzo Acquistapace, Gildo Airoldi, Andrea Mellano, Romano Perego a Franco Solina). Rovněž provedl prvovýstup na jižní věž souskalí Torres del Paine v Patagonii. Rovněž provedl řadu výstupů v domovských Dolomitech, kde po něm bylo pojmenováno několik lezeckých cest. Byl také autorem několika knih, například Cuore di Roccia (1988) a Pilastri del Cielo (2000).